# Roche-le-Peyroux
Roche-le-Peyroux è un comune francese di 92 abitanti situato nel dipartimento della Corrèze nella regione della Nuova Aquitania.

## Società

### Evoluzione demografica
Abitanti censiti